# マーク・アスパー
マーク・アスパー（Mark Asper 1985年11月8日- ）はアイダホ州レックスバーグ出身のアメリカンフットボール選手。ポジションはガード。

## 経歴
オレゴン大学では右ガードや右タックルとしてプレーした。4年次の2011年にはオール・パシフィック12カンファレンスに選ばれている。2012年のNFLドラフト6巡178位でバッファロー・ビルズに指名されて入団した。
ビルズでは、控えセンターとして期待されたが、8月31日にウェーバーされて、9月1日、ミネソタ・バイキングスに獲得された。12月24日にバイキングスからウェーバーされたが、4チームからクレームされ、ジャクソンビル・ジャガーズが獲得した。
2013年8月25日、ジャガーズから解雇された。9月1日、バッファロー・ビルズとプラクティス・スクワッド契約を結んだ。